# Cementerio de Gonards
El Cementerio de Gonards (Cimetière des Gonards) fue fundado en 1879 en una extensión de 130.000 m², en el distrito parisino de Versalles. Es el mayor cementerio de París, con más de 12.000 tumbas.

## Figuras célebres

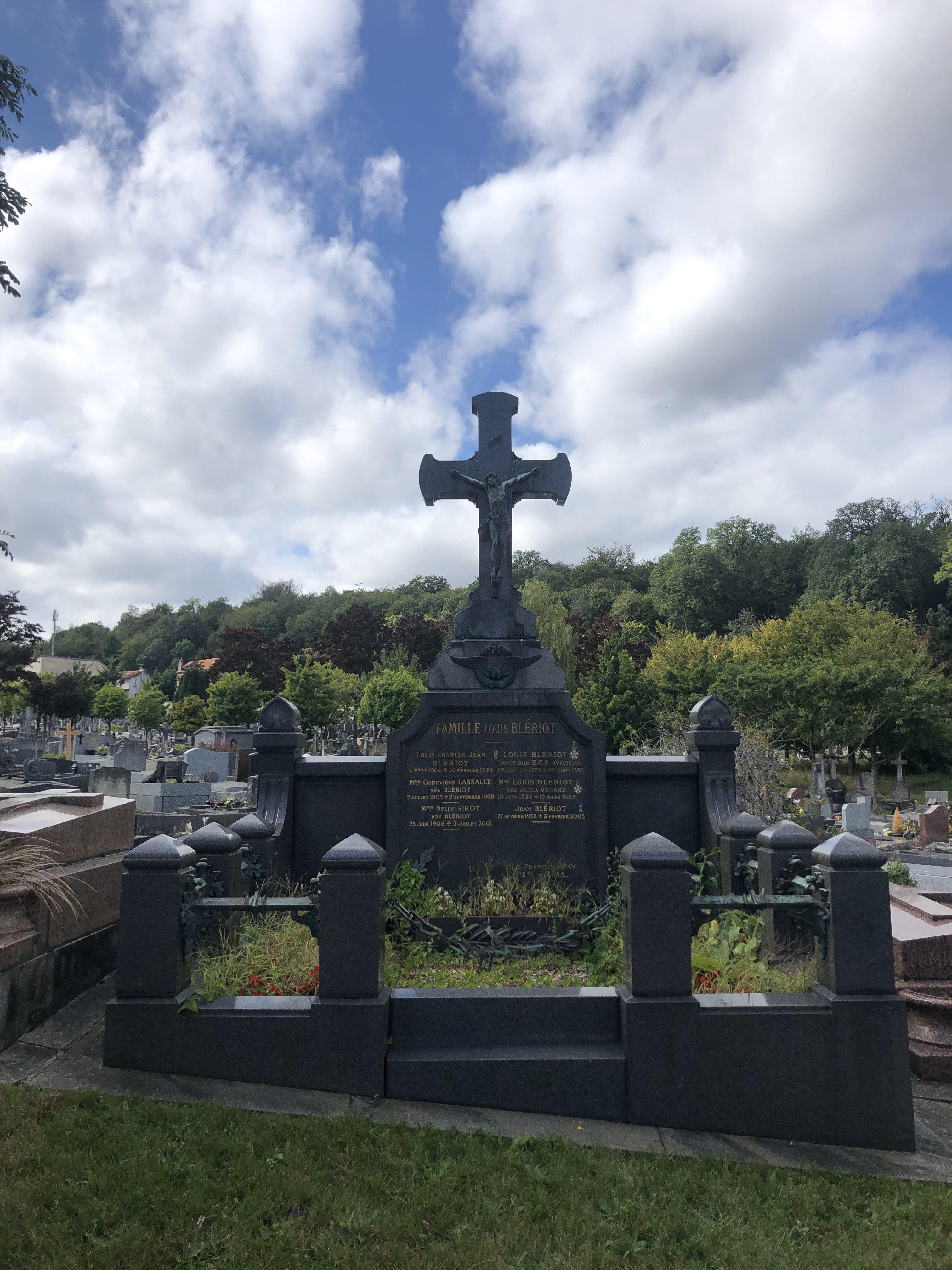
Tumba de Louis Blériot.

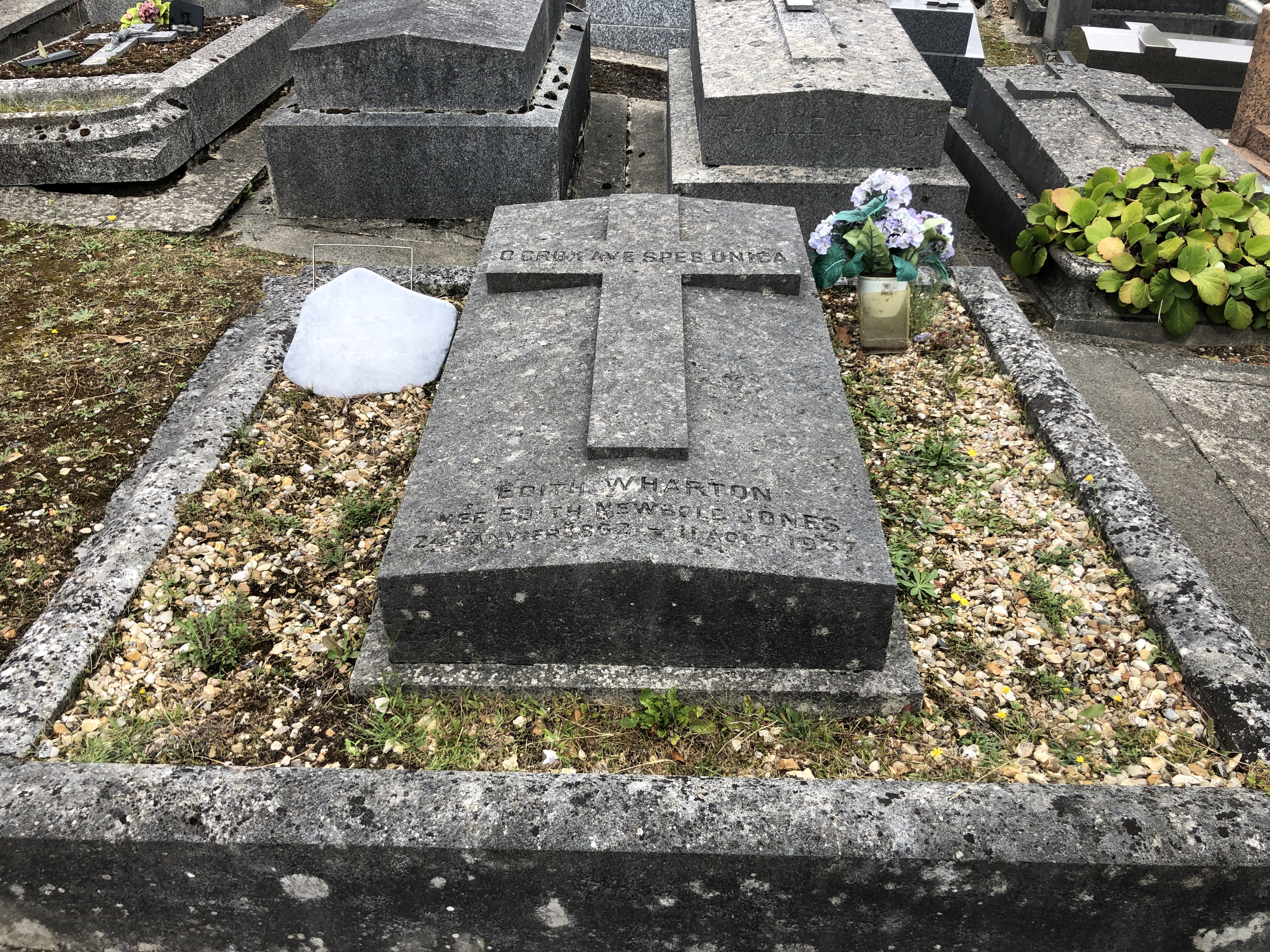
Tumba de Edith Wharton.

El Cementerio de Gonards acoge las tumbas de algunas figuras célebres, entre ellas:
- Louise Bryant, (1885-1936), escritora y periodista feminista americana
- Marc Allégret, (1900-1973), cineasta, realizador y fotógrafo.
- Louis Bernard, (1864-1955), militar.
- Louis Blériot, (1872-1936), pionero de la aviación.
- Pierre Napoléon Bonaparte (1815-1881), príncipe y militar.
- Gabriel Monod (1844-1912), historiador.
- Robert de Montesquiou[1] (1855-1921), noble y poeta simbolista.
- Gabriel de Yturri (1864-1905).
- Armand Renaud (1836-1895), poeta.
- Edith Wharton (1862-1937), escritora y diseñadora.

## Galería de imágenes

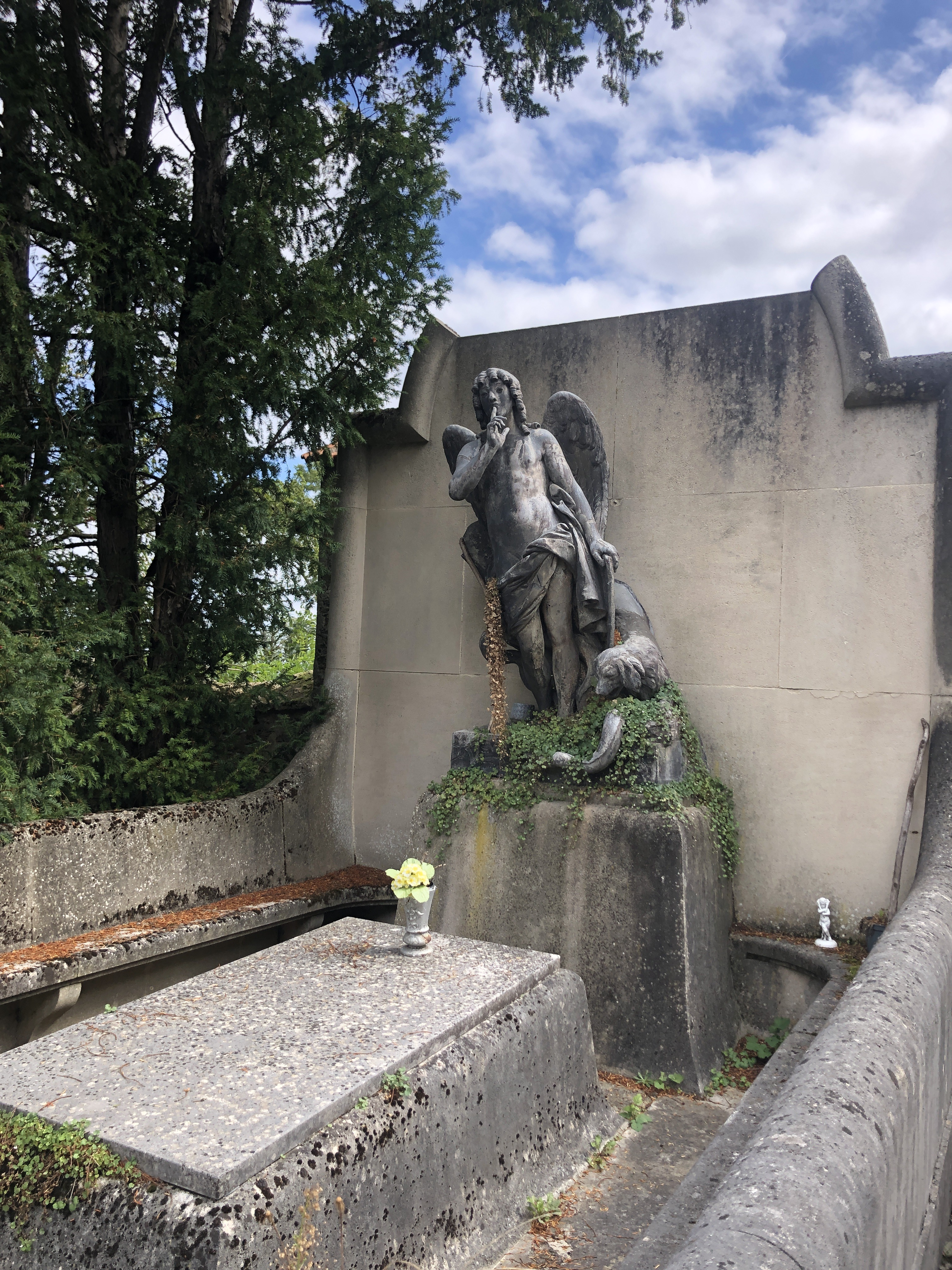
Tumba de Robert de Montesquiou.
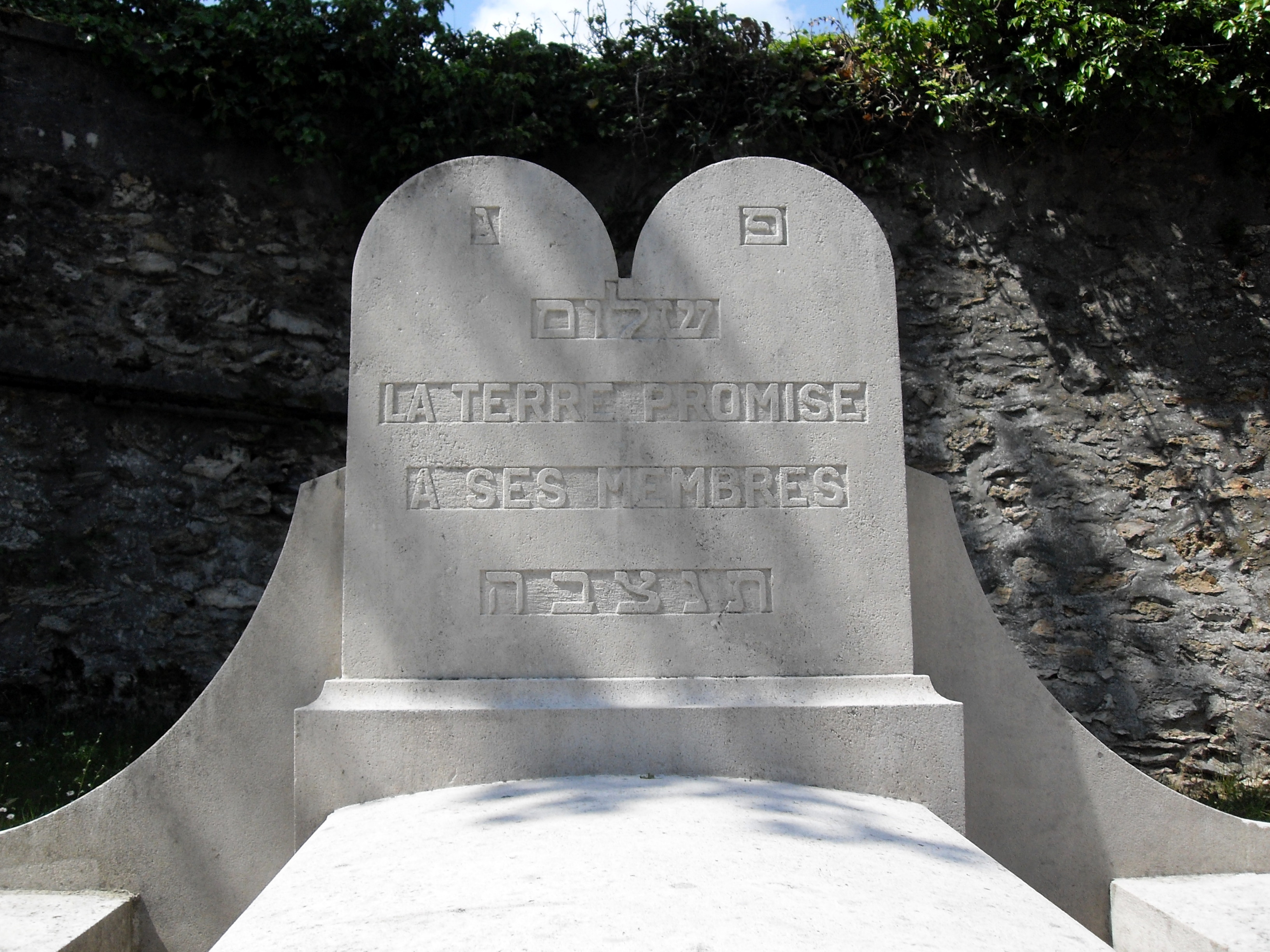
Tumba israelita en el Cementerio de Gonards con la inscripción La Terre Promise.
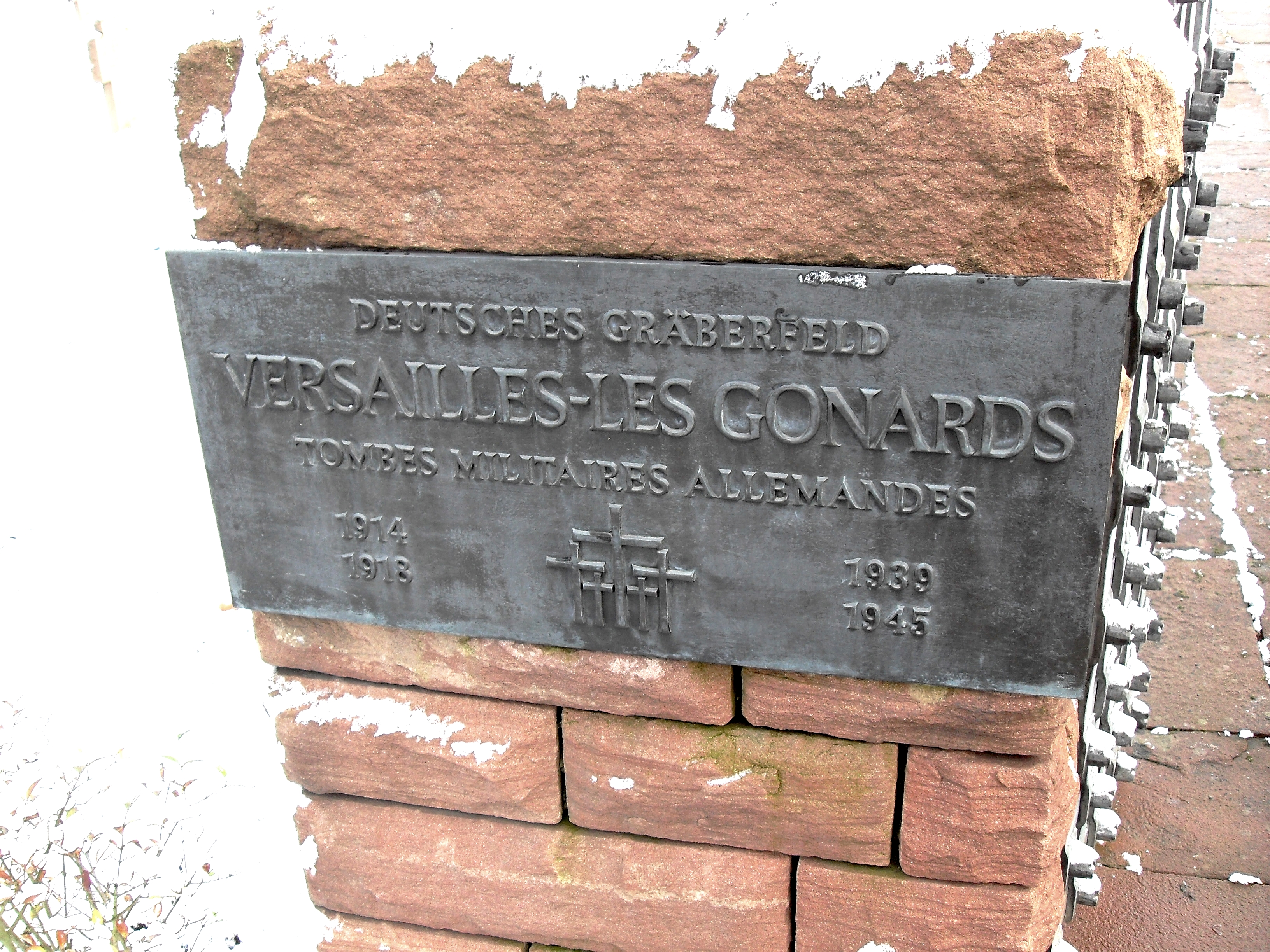
Tumbas militares alemanas.